# محمد رضا (لاعب كرة قدم مواليد 1987)
محمد رضا عبد الباقي هو لاعب كرة قدم مصري، ولد في 1987 في مصر. لعب مع اتحاد الشرطة الرياضي والنادي الأهلي والنادي المصري ونادي أسمنت السويس ونادي الاتحاد السكندري ونادي المصرية للاتصالات ونادي مصر للمقاصة.

## وصلات خارجية
- محمد رضا على موقع قاعدة بيانات كرة القدم.إي يو (الإنجليزية)